# 西沟乡 (乌鲁木齐市)
西沟乡，是中华人民共和国新疆维吾尔自治区乌鲁木齐市达坂城区下辖的一个乡镇级行政单位。

## 行政区划
西沟乡下辖以下地区：
沙梁子村、水磨村、泉泉湖村、陈麻子村和雷家沟村。